# Academia Chilena de Ciencias
La Academia Chilena de Ciencias es el recinto de discusión y planteamiento de ideas sobre el conocimiento del saber en Chile. Se ubica en la ciudad de Santiago y fue fundada en 1964.

## Historia
Alejandro Carretón Silva, Ministro de Educación del presidente Jorge Alessandri, la fundación del establecimiento está ligado a este hombre y al proyecto de ley que se había aprobado en 21 de octubre de 1964 sobre las Ciencias, las Artes y muchas otras ramas del saber que fueron inauguradas en conjunto a esta academia.
La idea original de la creación de esta Academia es dividida en dos razones; la primera consiste en proteger y expresar los idealismos de Platón que se extendieron a lo largo de dos milenios en Europa y luego de la Ilustración a América, la segunda es sobre "recopilar los descubrimientos y perfeccionar las artes y las ciencias .

### Antecedentes en Chile, sobre la fundación de las Academias
La Academia chilena de Ciencias fue fundada junto a las Academias de Medicina, Bellas Artes y Ciencias Políticas Sociales y Morales por iniciativa del gobierno de turno en 1964, cuando el proyecto de ley en manos del Poder legislativo de Chile haya sido aprobado para que la Academia Chilena de la Lengua y la Academia de Historia pasaran a ser parte del "Instituto de Chile". Con el fin de administrar mejor la difusión de la cultura y el saber en el país.

## Función actual de la Academia
Las funciones de la Academia de Ciencias son:
- Fomentar la discusión sobre temas relacionados con la temática de la respectiva Academia.
- Expresar y expandir la ciencia y así mismo los principios del saber.

## Presidentes
Resumen histórico de la presidencia de la Academia de Ciencias:
| Período       | Tratamiento | Nombre                                | Anotaciones                       |
| ------------- | ----------- | ------------------------------------- | --------------------------------- |
| (1965 – 1967) | Dr.         | Gustavo Lira Manso                    |                                   |
| (1968 – 1970) | Dr.         | Carlos Mori Gana                      |                                   |
| (1971 – 1973) | Dr.         | Carlos Mori Gana                      |                                   |
| (1974 – 1976) | Dr.         | Osvaldo Cori Moully                   |                                   |
| (1977 – 1979) | Dr.         | Jorge Mardones Restat                 |                                   |
| (1980 – 1983) | Dr.         | Igor Saavedra Gatica                  |                                   |
| (1984 – 1986) | Dr.         | Igor Saavedra Gatica                  |                                   |
| (1987 – 1989) | Dr.         | Luis Vargas Fernández                 |                                   |
| (1990 – 1991) | Dr.         | Luis Vargas Fernández                 | Presidente del Instituto de Chile |
| (1992 – 1994) | Dr.         | Jorge E. Allende Rivera               |                                   |
| (1995 – 1997) | Dr.         | Enrique Tirapegui Zurbano             |                                   |
| (1998 – 2000) | Dr.         | Enrique Tirapegui Zurbano             |                                   |
| (2001 – 2003) | Dr.         | Francisco Rothhammer Engel            |                                   |
| (2004 – 2006) | Dr.         | Servet Martínez Aguilera              |                                   |
| (2007 – 2009) | Dr.         | Servet Martínez Aguilera              | Presidente del Instituto de Chile |
| (2010 – 2012) | Dr.         | Juan A. Asenjo de Leuze de Lancizolle |                                   |
| (2013 – 2015) | Dr.         | Juan A. Asenjo de Leuze de Lancizolle |                                   |
| (2016 – 2018) | Dra.        | Maria Teresa Ruíz González            | Primera Presidenta                |
| (2019 – 2021) | Dra.        | Maria Cecilia Hidalgo Tapia           |                                   |
| (2022 – 2024) | Dra.        | Maria Cecilia Hidalgo Tapia           |                                   |